# مركز الفرقان
مركز الفرقان القرآني - مرج الحمام - من المراكز الرائدة في المملكة . تابعة لجمعية الصالحين لتحفيظ القرآن  .

## التأسيس
- تأسس المركز في مرج الحمام (عمان/الأردن) عام 2003 م بترخيص من وزارة الثقافة الأردنية وفقا للأصول القانونية تحت رقم (118 ج) بتاريخ 19/1/1993 بموجب قانون الجمعيات الخيرية والهيئات الاجتماعية رقم 33 لسنة 1966.

## أهداف المركز
تتلخّص أهداف المركز فيما يلي:
- نشر القرآن الكريم تلاوةً وحفظًا وتفسيرًا.
- توفير بيئة صالحة لأهل القرآن الكريم من مختلف فئات المجتمع، من الرجال والنساء، كبارًا وصغارًا.

## فروعه
يزاول المركز نشاطه من خلال مقرين في مرج الحمام:
- الرئيسي بالقرب من مدرسة البراء بن مالك.
- مقر نادي الطفل بالقرب من دوار البرديني

والمقران مستأجران.

## التمويل المالي
يقوم عمل المركز في جانب الدعم المالي أساسا على تبرعات المحسنين وأهل الخير بالإضافة إلى ايرادات رسوم بعض النشاطات التي يقيمها المركز.

يشرف على عمل المركز لجنة متطوعة هي «لجنة إدارة المركز» وقد قامت بتشكيل عدة لجان أخرى لتسيير جوانب العمل المختلفة, وتفتح لجنة الإدارة الباب لكل صاحب همة وإيمان لمساعدتها في تحقيق أهداف المركز, كما لا تتوانى عن التعاون مع المؤسسات الرسمية والشعبية في هذا الصدد.